# A. Herzog
Die von Anton Michael Herzog im Jahr 1845 in Markranstädt bei Leipzig als Kleinstbetrieb gegründete Rauchwaren-Zurichterei und -Färberei A. Herzog entwickelte sich zu einem weltbedeutenden Unternehmen der Pelzfärberei. Eine besondere Spezialität der mitältesten Firma der Branche war das Schwarzfärben, insbesondere von Persianerfellen.

## Firmengeschichte
Der Zurichter Anton Michael Herzog machte sich 1845 in Markranstädt mit einer kleinen Pelzzurichterei selbständig. In Markranstädt befand sich die größte Anzahl der in den Orten um Leipzig versammelten, den Pelzhandelsplatz Leipziger Brühl bedienenden, Pelzveredlungsbetriebe. Der Leipziger Rauchwarengroßhandel war in den 1920er Jahren der größte Steuerzahler der Stadt. Im Vergleich zu späteren Unternehmen der Veredlungssparte war der Betrieb „mehr als kümmerlich“. Das Betriebsgebäude war ein einfacher Stall, die Einrichtung bestand aus einigen Fässern und der Kürschnerbank zum Entfleischen der Felle. Gewaschen und gespült wurden die Felle in einem benachbarten Teich. Anfangs traute man sich noch nicht, auch das Färben der Felle zu übernehmen und beschränkte sich auf das Gerben von Wildwaren aller Art.
Mit der industriellen Entwicklung Deutschlands verbesserten sich auch die Exportmöglichkeiten ganz erheblich. Auch die Firma A. Herzog entwickelte ein erhebliches Auslandsgeschäft nach dem Balkan und spezialisierte sich auf die in Rumänien, Serbien, Montenegro, auch in Griechenland und Bulgarien sehr begehrten gelockten Lammfelle. Damals war in dieser Fellart Ein- und Verkauf sowie die Veredlung noch nicht in verschiedenen Branchensparten spezialisiert, so dass das gesamte Geschäft, beginnend mit dem Einkauf der Rohfelle über die Veredlung bis zum Verkauf auf dem Balkan in den Händen der Firma lag. Diese hatte sich bald erheblich vergrößert und nahe an dem Flüsschen Luppe ein eigenes größeres Fabrikationsgebäude errichtet (In dem unten aufgeführten Aufsatz aus dem Jahr 1868 ist als Gründungsjahr das spätere 1845 angegeben, wohl das Jahr, in dem der Firmensitz nach Leipzig-Lindenau in die Angerstraße verlegt wurde). Auf der Angerstraße befanden sich weitere Betriebe der Branche, davon sechs direkt nebeneinander. Ebenfalls bedeutend waren dort die Firmen Friedrich Erler und Theodor Thorer, aber auch der Leipziger Schlachthof war dort bis 1977 mit einem Betrieb zur Herstellung von Fleisch- und Wurstwaren ansässig.
Für den starken Lammfellbedarf der Länder wurden zunächst die verschiedenen gelockten Lammfelle europäischer Lämmer, sogenannte Schmaschen, herangezogen. Sie kamen vor allem aus Rumänien, Ungarn, Holland, auch Deutschland, später kamen die argentinischen Buenos-Aires-Schmaschen dazu, außerdem die edlen Persianerfelle vom Lamm des Karakulschafes. Nach dem Balkan gingen auch als Spezialität der Firma schwarzgefärbte Pudelmützenfelle aus dafür besonders geeigneten kleingelockten italienischen Moirés oder südamerikanischen Schmaschen.
Den ersten Anstoß, sich mit einer künstlichen Farbverbesserung zu befassen, war die Rotspitzigkeit der eigentlich naturschwarzen lockigen Schaffelle. Die Ursache der Rotspitzigkeit lag in der Einwirkung von Sonne und Wetter auf das Fell, die beim Schaf die Haarspitzen mehr oder weniger stark ausbleichen ließ, so dass sie nach dem Zurichten einen rötlichen Schimmer annahmen, der durch Färben überdeckt werden musste. Allmählich wurde die Kunst der Blauholzfärberei, bei der das Leder nicht mehr wie bisher geschädigt wurde, so weit entwickelt, dass der schwarze Persianer einer der wichtigsten Artikel der Pelzmode wurde.
Der Erfolg der Pelzfärberei währte erst so kurze Zeit, dass auch Branchenangehörige über die Zukunft dieses Produktionszweiges sehr unsicher waren. So sträubte sich der Inhaber der Firma A. Herzog trotz der Arbeitsfülle heftig dagegen, seine Söhne in das Unternehmen aufzunehmen. Die Söhne lernten das UhrmacherhanNdwerk und sollten nach Ansicht ihres Vaters ruhig dabei bleiben, weil er meinte, „wenn in einigen Jahren einmal genügend Lammfelle schwarz gefärbt sind, wird sie kein Mensch mehr haben wollen“. – Die ganz große Zeit der Persianermode, insbesondere in der Farbe Schwarz, begann dann nach dem Zweiten Weltkrieg und dauerte etwa vierzig Jahre an. Überhaupt ist das Färben von Fellen bis heute ein wesentliches Element der Pelzmode.
Als sich Anfang des 20. Jahrhunderts eine Pelzmode entwickelte, bei der Pelz nicht mehr nur für wärmende Fellfutter und als schmückende Verbrämung von Textilkleidung verwendet wurden, gelangte das flache, gelockte Persianerfell zunehmend mit in den Vordergrund. Ursprünglich in Russland und später in Afghanistan beheimatet, machte man Anfang des 20. Jahrhunderts den Versuch, die Karakulschafzucht auch in Deutschland einzuführen. Treibende Kraft dabei war dabei der Leipziger Pelzveredler und Rauchwarenhändler Paul Thorer. Dieser, aber auch die Firma A. Herzog beteiligen sich daran mit erheblichen Mitteln. Letztlich führte dies zu einer bedeutenden Karakulzucht im damaligen deutschen Südwestafrika, heute Namibia, das von seinen klimatischen und landschaftlichen Bedingungen besser für die Schafzucht im großen Stil geeignet war. In der Blütezeit der Persianermode hatten die flachen, durch Zuchtauswahl jetzt nicht mehr gelockten, sondern glänzend moirierten Persianer aus Südwest den russischen Persianer fast völlig vom Weltmarkt verdrängt.
Auch als es schon reichlich Aufträge gab, blieb der Färbereibetrieb anfangs noch reines Handwerk. Trotz der Einführung der Dampfmaschine führte man zum Beispiel keine mechanischen Rührwerke ein, soweit notwendig, wurden die Felle den ganzen Tag von Hand gerührt. Mussten Felle besonders gründlich gefettet werden, so fuhr man mit dem Hunde- oder Eselsgespann nach Schkeuditz zu einer Lohnwalkerei, die diese Arbeit für den ganzen Leipziger Bezirk ausführte.
Ein preiswertes Fellmaterial, das dem Breitschwanzfell ähnlich ist, sind die so genannten „Bueno-Breitschwänze“. Schert man die Felle schon etwas älterer Lämmer einer südamerikanischen Schafrasse bis fast auf das Leder hinunter, entsteht ein sehr attraktives Moiré, das ein wenig an eine Harfe erinnert. Als die Firma A. Herzog dieses neue Produkt auf den Markt brachte, wurde sie anfangs verspottet. Teils schoren Familienangehörige das Fell mit der Schere, teils der benachbarte Friseur. Erst viel später erlangten sie Anerkennung und Bueno-Breitschwanz wurde ein wichtiger Artikel der Pelzbranche.
Im Jahr 1934 bot A. Herzog als Neuheit merzerisierte Skunkfelle an. Durch den Hochglanz und die Weichheit des Haares wurde „aus dem geringwertigen südamerikanischen Skunks etwas wirklich Wertvolles und unleugbar Dauerhaftes für Pelzzwecke geschaffen“.
Fast alle um Leipzig herum angesiedelten Pelzveredler unterhielten ein Büro im Leipziger Pelzviertel. Das Fachverzeichnis der Branche aus dem Jahr 1938 weist für das Kontor der Zurichterei & Färberei A. Herzog die Adresse Nikolaistraße 39/45 aus; als Betriebsadresse W 33, Angerstraße 26/28. Im wohl ersten Nachkriegsverzeichnis, erschienen 1950, ist die Firma nicht mehr aufgeführt.
In der um 1875 errichteten Fabrik Angerstraße 26–28 befand sich nach dem Krieg die VEB–Kolloidchemie Leipzig, die unter anderem den Büroleim „Ligament“ und die Haarentfernungs-Creme „Eva“ produzierte (2016 im Handelsregister gelöscht). Das inzwischen sanierte Gebäude gehört heute zur Wohnanlage „Pelz-Manufaktur“.

### Eine Firmenbeschreibung aus dem Jahr 1897
Weiter ist hier die Firma A. Herzog in Lindenau zu erwähnen, deren Rauchwarenzurichterei und Färberei 1868 gegründet wurde, und die sich vorherrschend mit der Bearbeitung von Schaffellen befaßt, von denen jährlich etwa 600.000 fertig gemacht werden. An Hilfsmaschinen und maschinellen Einrichtungen waren vorhanden im Jahre 1887: 4 große Läutertonnen, 2 kleine desgl., 3 Schütteltonnen, 2 Wasch- und 3 Entfettungstonnen, ferner 1 Gallusbrenner und 2 Dampffärbefässer. Zum Betrieb der Maschinen dient eine Dampfmaschine von 12 Pferdestärken und 2 Kessel von 73 qm. Heizfläche, die auch den Dampf für die Färberei, wie für die Trocknerei zu liefern hatten. Die Zahl der in dem Herzogschen Etablissement beschäftigten Leute betrug 70.
Die Bearbeitung dieser Felle geschieht auf eigene Rechnung, während das Färben der Astrachan-Felle auf fremde Rechnung vorgenommen wird. Der Wert der gefärbten Treibel (Astrachan) betrug im Jahre 1894 ca. 3 Millionen Mk. für ca. 1 Million gefärbter Felle. Selbstverständlich ist die Zahl der Arbeitskräfte und Maschinen in Folge dieser vermehrten Produktion bedeutend gewachsen. Buenos-Ayres Schmassen, englische und römische Schmassen werden in Leipzig nur von dieser Firma bearbeitet.
In der Dampfzurichterei von A. Herzog in Leipzig-Lindenau werden also Schaf- und Lammfelle aus Buenos-Ayres und England zugerichtet und gefärbt. Außerdem Treibel, Schaffelle aus Rußland. Doch sind diese schon zugerichtet und werden nur gefärbt und zwar auf Rechnung der Besteller, während die anderen Felle auch auf eigene Rechnung gefärbt werden. Von den Fellen aus Buenos-Ayres werden jährlich 150 bis 200 Ballen à 1680 Stück verarbeitet, von den englischen, welche bedeutend teuerer sind, da oft an 20 % eingehen, 40–70.000 Stück jährlich. Doch werden diese Zahlen in gewissen Jahren, wenn die Ernten günstig fallen, bedeutend überschritten, so daß eine Gesamt-Produktion von 600.000 Stück jährlich kaum ausreichen wird.
Die Arbeitsmethode ist folgende: Die Felle werden zuerst in einer großen Wanne eingeweicht, kommen sodann in Waschtonnen, von welchen in dem Etablissement zwei im Betrieb sind, und werden dann an der Fleischbank, gewöhnlich 200 – 250 Stück von einem Arbeiter täglich bearbeitet, d. h. es werden die Felle vermittels der Fleischbank von den daranhaftenden Fleischteilen befreit. Nachdem die Felle drei bis vier Tage in Salzwasser gelegen haben, werden sie in großen Trockenräumen mit Dampfheizung getrocknet, darauf in Läutertonnen, von denen fünf im Betrieb sind, und zuletzt in Schütteltonnen gereinigt. Die Wasch-, Läuter- und Schütteltonnen werden von einer Dampfmaschine (Bedienung 2 Mann) in Betrieb gesetzt, welche ihrerseits von zwei geräumigen Kesselräumen ihren Dampfbedarf erhält. Die Läutertonnen sind mit Sägespähnemehl gefüllt. Die Felle werden zugeschnitten und von Frauen, 42 an der Zahl, (welche Zahl jedoch häufig, d. h. in gewissen Jahren oder Teilen des Jahres nicht ausreichen dürfte), im Verlagssystem genäht. Dann werden sie vermittels Kratzmaschinen, deren die Fabrik drei besitzt, von Frauen gereinigt. Ist dies geschehen, so werden sie gefärbt, was durch bloßes Eintauchen in die betr. Flüssigkeit bewerkstelligt wird, und in trockenen Schütteltonnen getrocknet. (Treibel werden auf andere Weise gefärbt.) Nach dem Färben werden sie vom Sortierer, welcher in diesem wie in den meisten anderen Fällen Kürschner ist, sortiert. Zum Schluß werden sie gestreckt. Ebenso wie die Felle aus Buenos-Ayres und England werden die Römer behandelt. Der ganze Arbeitsprozeß nimmt drei bis vier Wochen in Anspruch.
Die Fabrik beschäftigt fünfzig Arbeiter und dreißig Arbeiterinnen, insgesamt achtzig Personen. Die Arbeitszeit dauert von sechs Uhr morgens bis sechs Uhr abends mit ½ Stunde Frühstücks-, 1 Stunde Mittags- und ½ Stunde Vesperpause.
Die an der Fleischbank beschäftigten Zurichter werden im Stücklohn bezahlt, die anderen erhalten Wochenlohn.
Den Frauen ist ein besonderer freundlich aussehender Raum zum Ankleiden und Essen angewiesen, ebenso den Männern, wird aber von letzteren nur wenig benutzt.